# Kleßen-Görne
Kleßen-Görne là một đô thị thuộc huyện Havelland, bang Brandenburg, Đức.